# 舍加
舍加（法語：Chegga）是毛里塔尼亚东北角的一个小居民点，临近阿尔及利亚、马里边境。当地几世纪以来都是沙漠商旅队的休息停留处。当地亦有一座军事要塞，在要塞500米外的干谷中存留有新石器时代的雕刻痕迹。